# Be Natural : l'histoire cachée d'Alice Guy-Blaché
Pour plus de détails, voir Fiche technique et Distribution.
Be Natural : l'histoire cachée d'Alice Guy-Blaché (Be Natural: The Untold Story of Alice Guy-Blaché) est un film documentaire américain coécrit, coproduit et réalisé par Pamela B. Green (en), sorti en 2018. Coproduit par Jodie Foster et Robert Redford, le film retrace la vie de la Française Alice Guy-Blaché (1873-1968), première réalisatrice, scénariste et productrice de l'histoire du cinéma,,.

## Fiche technique
Sauf indication contraire, les informations mentionnées dans cette section peuvent être confirmées par la base de données cinématographiques IMDb,  présente dans la section « Liens externes ».
- Titre original : Be Natural: The Untold Story of Alice Guy-Blaché
- Titre français : Be Natural : l'histoire cachée d'Alice Guy-Blaché
- Réalisation : Pamela B. Green (en)
- Scénario : Pamela B. Green, Joan Simon
- Musique : Peter G. Adams
- Montage : Pamela B. Green
- Production : Pamela B. Green, Cosima Littlewood, Joan Simon
  - Production déléguée : Jodie Foster, Robert Redford
- Société de production : Be Natural Productions
- Sociétés de distribution : Splendor Films
- Pays de production :  États-Unis
- Langue originale : anglais
- Format : couleur / noir et blanc
- Genre : documentaire
- Durée : 113 minutes
- Dates de sortie :
  - France : 11 mai 2018 (première projection au festival de Cannes) ; 22 juin 2020 (sortie nationale)
  - Royaume-Uni : 17 janvier 2020

## Distribution
Sauf indication contraire, les informations mentionnées dans cette section peuvent être confirmées par la base de données cinématographiques IMDb,  présente dans la section « Liens externes ».
- Jodie Foster : narratrice

Intervenants (dans leur propre rôle - hors archives) :
- Pamela B. Green (en)
- Catherine Hardwicke
- Lorenzo di Bonaventura
- Patty Jenkins
- Gale Anne Hurd
- Jon M. Chu
- Mark Romanek
- Lake Bell
- Ava DuVernay
- Julie Delpy
- Peter Bogdanovich
- Peter Farrelly
- Julie Taymor
- Geena Davis
- Agnès Varda
- Patricia Riggen
- Valerie Steele
- Andy Samberg
- Michel Hazanavicius
- Marjane Satrapi
- Marc Abraham
- Diablo Cody
- Evan Rachel Wood
- Ben Kingsley
- Anne Fontaine
- Kathleen Turner
- Floria Sigismondi
- Serge Bromberg
- Gillian Armstrong
- Chris Kattan

## Distinctions
Sauf indication contraire, les informations mentionnées dans cette section peuvent être confirmées par la base de données cinématographiques IMDb,  présente dans la section « Liens externes ».

### Récompenses
- Clio Awards (en) 2019 : prix Silver Clio dans la catégorie « Theatrical: Audio/Visual Technique »
- Vancouver International Women in Film Festival 2020 : meilleur documentaire

### Nominations
- Critics' Choice Movie Awards 2019 : Critics’ Choice Documentary Awards : Best First Documentary Feature
- Peabody Awards 2021 : travail exceptionnel de recherche
- News and Documentary Emmy Awards (en) 2021 : travail exceptionnel de recherche

### Sélections
- Festival de Cannes 2018 : sélection documentaires, en compétition pour L'Œil d'or
- Festival du cinéma américain de Deauville 2018 : sélection Les Docs de l'Oncle Sam
- Festival du film de New York 2018
- BFI London Film Festival 2018